# Hassan (stad)

Busstationen i Hassan.

Hassan (kannada: ಹಾಸನ) är en stad i regionen Malenadu i den indiska delstaten Karnataka och är centralort i ett distrikt med samma namn. Staden ligger på 972 meters höjd, 19 mil från Bangalore. Folkmängden uppgick till 133 436 invånare vid folkräkningen 2011, med förorter 173 008 invånare. Staden grundades på 1000-talet.